# Longicaudus dunlopi
Longicaudus dunlopi är en insektsart. Longicaudus dunlopi ingår i släktet Longicaudus och familjen långrörsbladlöss. Inga underarter finns listade i Catalogue of Life.